# Eugen de Ryck
Eugen de Ryck (* 21. Juli 1963 in Bedburg, Kreis Kleve) ist ein deutscher Gitarrist und Songwriter, der vor allem durch seine Zusammenarbeit mit dem Bassisten Reginald Worthy, dem polnischen Trompeter Antoni Josef Gralak sowie der Band Embryo bekannt wurde.

## Diskografie (Auswahl)
- 1989 Brainstorm
- 1994 Take you Higher (Schneeball)[2]
- 1994 Macumbo
- 1998 Abracadabra
- 2000 New World
- 2008 Phunk O Phonique